# Porcelia macrocarpa
Porcelia macrocarpa är en kirimojaväxtart som först beskrevs av Johannes Eugen ius Bülow Warming, och fick sitt nu gällande namn av Robert Elias Fries. Porcelia macrocarpa ingår i släktet Porcelia och familjen kirimojaväxter. Inga underarter finns listade i Catalogue of Life.